# Bahntower
Der Bahntower (Eigenschreibweise BahnTower) ist der Sitz der Dachgesellschaft der Deutschen Bahn im Berliner Ortsteil Tiergarten. Das Gebäude steht am Potsdamer Platz und bildet den östlichen Abschluss des Sony Centers. Es hat eine Gesamthöhe von 103 Metern und verfügt über 26 Etagen.
Im Gebäude befindet sich die Zentrale der Deutschen Bahn.

## Geschichte
Der Bahntower (Entwurf 1993) wurde zwischen 1998 und 2000 nach Entwürfen des deutschen Architekten Helmut Jahn von der Hochtief AG und der Kajima Corporation gebaut. Das Gebäude umfasst eine Nutzfläche von 22.000 m².
Das Gebäude geriet 2007 und 2008 mehrfach in die lokalen Schlagzeilen, da sich wiederholt Teile der gläsernen Fassade lösten und auf die Straße vor dem Gebäude fielen. Verletzt wurde dabei niemand. 2016 fiel eine Glasscheibe aus der Fassade auf ein fahrendes Auto.
Die Deutsche Bahn hatte ursprünglich geplant, 2010 in ein zwölfgeschossiges Hochhaus am Berliner Hauptbahnhof umzuziehen. Im April 2008 wurden Planungen des Unternehmens bekannt, den Ende 2009 auslaufenden Mietvertrag für den Bahntower um zumindest drei Jahre zu verlängern. Im November 2008 verwarf das Unternehmen die Pläne, an den Hauptbahnhof zu ziehen. Im Jahr 2009 verlängerte das Unternehmen den Mietvertrag um 15 Jahre.
Der Mietvertrag wurde im November 2020 bis 2034 verlängert. Dabei ist eine Sanierung vorgesehen, in deren Zuge ab Ende 2021 die rund 800 Beschäftigten aus dem Turm für zwei Jahre in andere Büros im Sony Center umziehen mussten. Nach Abschluss der Sanierung, voraussichtlich im Januar 2024, sollen in dem Gebäude zusätzliche 590 Arbeitsplätze zur Verfügung stehen.